# Mountain Home (Idaho)
Mountain Home es una ciudad ubicada en el condado de Elmore en el estado estadounidense de Idaho. En el Censo de 2010 tenía una población de 14.206 habitantes y una densidad poblacional de 862,28 personas por km². Se encuentra a poca distancia al norte del curso medio del río Snake, el principal afluente del río Columbia.

## Geografía

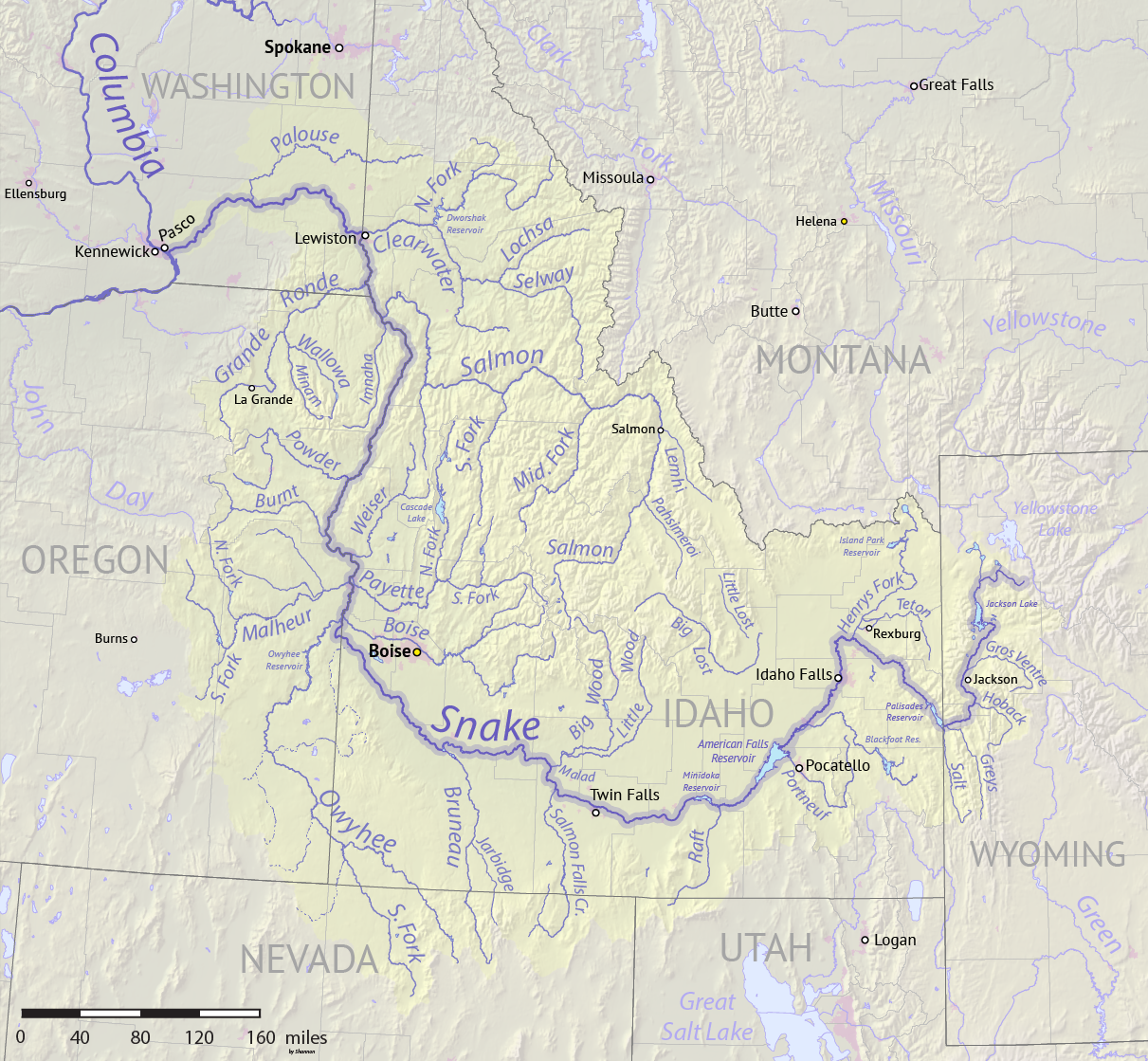
Mapa del río Snake donde aparece Mountain Home cerca de la orilla derecha del curso medio del río

Mountain Home se encuentra ubicada en las coordenadas 43°7′59″N 115°41′48″O / 43.13306, -115.69667. Según la Oficina del Censo de los Estados Unidos, Mountain Home tiene una superficie total de 16.47 km², de la cual 15.73 km² corresponden a tierra firme y (4.54%) 0.75 km² es agua.

## Demografía
Según el censo de 2010, había 14206 personas residiendo en Mountain Home. La densidad de población era de 862,28 hab./km². De los 14206 habitantes, Mountain Home estaba compuesto por el 0.08% blancos, el 3.31% eran afroamericanos, el 0.96% eran amerindios, el 2.88% eran asiáticos, el 0.56% eran isleños del Pacífico, el 4.75% eran de otras razas y el 4.36% pertenecían a dos o más razas. Del total de la población el 0.01% eran hispanos o latinos de cualquier raza.